# Tour der französischen Rugby-Union-Nationalmannschaft in die USA 1991
| Tour der Franzosen in die USA 1991 | Tour der Franzosen in die USA 1991 | Tour der Franzosen in die USA 1991 | Tour der Franzosen in die USA 1991 | Tour der Franzosen in die USA 1991 |
| Übersicht                          | S                                  | G                                  | U                                  | N                                  |
| ---------------------------------- | ---------------------------------- | ---------------------------------- | ---------------------------------- | ---------------------------------- |
| Test Matches                       | 2                                  | 2                                  | 0                                  | 0                                  |
| Sonstige Spiele                    | 2                                  | 2                                  | 0                                  | 0                                  |
| Gesamt                             | 4                                  | 4                                  | 0                                  | 0                                  |
|                                    |                                    |                                    |                                    |                                    |
| Vereinigte Staaten                 | 2                                  | 2                                  | 0                                  | 0                                  |

Die Tour der französischen Rugby-Union-Nationalmannschaft in die USA 1991 umfasste eine Reihe von Freundschaftsspielen der französischen Rugby-Union-Nationalmannschaft. Sie reiste im Juli 1991 durch die Vereinigten Staaten und bestritt während dieser Zeit vier Spiele. Darunter waren zwei Test Matches gegen die US-amerikanische Nationalmannschaft. Ebenfalls auf dem Programm standen zwei Partien gegen Auswahlteams. Die Franzosen entschieden alle Partien für sich. Die Tour diente in erster Linie als Vorbereitung für die Weltmeisterschaft 1991.

## Spielplan
- Hintergrundfarbe grün = Sieg

(Test Matches sind grau unterlegt; Ergebnisse aus der Sicht Frankreichs)
| # | Datum         | Gegner             | Ort              | Stadion          | Ergebnis |
| - | ------------- | ------------------ | ---------------- | ---------------- | -------- |
| 1 | 10. Juli 1991 | USA West           | ?                |                  | 42:15    |
| 2 | 13. Juli 1991 | Vereinigte Staaten | Denver           | Observatory Park | 41:9     |
| 3 | 17. Juli 1991 | Junior Eagles      | ?                |                  | 61:6     |
| 4 | 20. Juli 1991 | Vereinigte Staaten | Colorado Springs |                  | 10:3     |

## Test Matches
| 13. Juli 1991 | Vereinigte Staaten       | 9 : 41         | Frankreich | Observatory Park, Denver Zuschauer: 1500 Schiedsrichter: Albert Adams (Südafrika) |
| 13. Juli 1991 | Straftritte: O’Brien (3) | (3:21) Bericht | Versuche: Blanco (2) Cécillon Champ Courtiols Lafond Mesnel Saint-André Erhöhungen: Camberabero (3) Straftritte: Camberabero | Observatory Park, Denver Zuschauer: 1500 Schiedsrichter: Albert Adams (Südafrika) |

Aufstellungen:
- USA: Barry Daily, Mike de Jong, Tony Flay, Gary Hein, Kevin Higgins, Bill Leversee, Shawn Lipman, Chris Lippert, Norman Mottram, Ray Nelson, Chris O’Brien, Tony Ridnell, Kevin Swords, Brian Vizard , Mark Williams 
 Auswechselspieler: Rob Farley, Pat Johnson, Eric Whitaker
- Frankreich: Serge Blanco , Jean-Marie Cadieu, Didier Camberabero, Marc Cécillon, Éric Champ, Michel Courtiols, Fabien Galthié, Philippe Gimbert, Jean-Baptiste Lafond, Franck Mesnel, Vincent Moscato, Olivier Roumat, Philippe Saint-André, Philippe Sella, Serge Simon 
 Auswechselspieler: Abdelatif Benazzi, Jean-François Tordo

| 20. Juli 1991 | Vereinigte Staaten    | 3 : 10         | Frankreich                                      | Colorado Springs Zuschauer: 2000 Schiedsrichter: Albert Adams (Südafrika) |
| 20. Juli 1991 | Straftritte: Williams | (3:10) Bericht | Versuche: Blanco Mesnel Erhöhungen: Camberabero | Colorado Springs Zuschauer: 2000 Schiedsrichter: Albert Adams (Südafrika) |

Aufstellungen:
- USA: Barry Daily, Mike de Jong, Rob Farley, Gary Hein, Chris Lippert, Pat Johnson, Ray Nelson, Chris O’Brien, Fred Paoli, Tony Ridnell, Mark Sawicki, Kevin Swords, Chuck Tunnacliffe, Eric Whitaker, Mark Williams 
 Auswechselspieler: Joe Burke
- Frankreich: Abdelatif Benazzi, Philippe Benetton, Serge Blanco , Laurent Cabannes, Didier Camberabero, Thierry Devergie, Aubin Hueber, Patrice Lagisquet, Grégoire Lascubé, Philippe Marocco, Eric Melville, Franck Mesnel, Pascal Ondarts, Philippe Saint-André, Philippe Sella,

Das Spiel wurde nach 42 Minuten abgebrochen.